# Provins (Seine-et-Marne)
Provins er en mindre fransk provinsby. Den er hovedsæde i arrondissementet af samme navn i departementet Seine-et-Marne. Indbyggerne kaldes Provinois.